# ادوارد بیتس
ادوارد بیتس (Edward Bates) (زادهٔ ۴ سپتامبر ۱۷۹۳ – درگذشتهٔ ۲۵ مارس ۱۸۶۹)، برده‌دار، وکیل و سیاستمدار آمریکایی بود. او نمایندگی میزوری را در مجلس نمایندگان ایالات متحده بر عهده داشت و به عنوان دادستان کل ایالات متحدهٔ آمریکا در زمان ریاست جمهوری آبراهام لینکلن خدمت نمود. وی به عنوان یکی از اعضای خاندان تأثیرگذار بیتس، نخستین فرد از ایالت غرب رود می‌سی‌سی‌پی بود که از سوی کابینهٔ ایالات متحده منصوب شد.
بیتس در شهرستان گوچلند، ویرجینیا چشم به جهان گشود ولی در سال ۱۸۱۴ به سنت لوئیس، میزوری جاییکه آغازی بر فعالیت حقوقی او بود، نقل مکان کرد. او در سال ۱۸۲۰، نخستین دادستان کل از ایالت میزوری و در مدت سی سال بعد برندهٔ یک دوره انتخابات کنگره شد. او در هر دو مجلس نمایندگان میزوری و مجلس سنای میزوری، خدمت نموده و تبدیل به یکی از اعضای برجستهٔ حزب ویگ شد. وی همچنین نماینده-ی لوسی دیلینی در یک دادخواهی موفق برای آزادی بود.
بیتس پس از انحلال حزب ویگ در اوایل دههٔ ۱۸۵۰، پیش از آنکه به عضویت حزب جمهوری‌خواه در بیاید، برای مدت کوتاهی به حزب آمریکا پیوست. او یکی از نامزدهای ریاست جمهوری از طرف مجمع ملی جمهوری‌خواه ۱۸۶۰ بود اما در نهایت لینکلن نامزد انتخابات شد. بیتس در سال ۱۸۶۱ همزمان با آغاز جنگ داخلی آمریکا، دادستان کل شد. او برخی از سیاست‌های دولت در ابتدای جنگ را به خوبی پیش برد ولی در مورد آزادی بردگان با لینکلن مخالفت نموده و از تساوی کامل شهروندی و سیاسی سیاهان حمایت نکرد. وی پس از آنکه برای انتصاب در دیوان عالی ایالات متحده آمریکا نادیده گرفته شد، در سال ۱۸۶۴ از کابینه استعفا داد. بیتس پس از ترک دفتر کار، در برابر تصویب یک قانون اساسی ایالتی جدید در میزوری مخالفت کرد که کارساز نشد.

## اوایل زندگی
بیتس در شهرستان گوچلند، ویرجینیا به عنوان فرزند فلمینگ بیتس و همسرش کارولین ماتیلدا وودسون سابق (زادهٔ ۱۷۴۹ – درگذشتهٔ ۱۸۴۵) چشم به جهان گشود. پدرش یک گوچلندی اصیل بود و درمجتمع مزارع بلمونت، متعلق به خاندان بیتس، چشم به جهان گشود. او در اواخر جنگ انقلاب آمریکا، وارد ارتش محلی در نبرد یورک تاون شده و خدمت می‌کرد. ادوارد بیتس به مانند خواهر و برادران خود و سایر افراد در طبقهٔ زارعین، در خانه تحت تعلیم خصوصی قرار گرفت. هنگامی که بزرگتر شد، در دانشگاه نظامی شارلوت هال در مریلند حضور یافت.

## حرفه
ادوارد بیتس پیش از آنکه در سال ۱۸۱۴ به همراه برادر بزرگترش جیمز که حرفهٔ وکالت را آغاز کرده بود به سنت لوئیس، میزوری برود، در جنگ ۱۸۱۲ خدمت کرد. برادر ارشد آنها فردریک بیتس در آن زمان در سنت لوئیس بود و در مقام دبیر قلمروی لوئیزیانا و نیز دبیر قلمروی میزوری خدمت می‌کرد.
ادوارد بیتس به همراه روفوس ایستون در رشتهٔ حقوق تحصیل کرد و خانواده‌اش او را تأمین مالی می‌کردند. ایستون قاضی قلمروی لوئیزیانا، بزرگ‌ترین حوزهٔ قضایی ایالات متحدهٔ آمریکا از زمان تصاحب لوئیزیانا بود. بیتس پس از آنکه توسط دادگاه پذیرفته شد، همکار ایستون شد.
آن دو در سال ۱۸۱۷ جیمز فری را سامان دادند که از سنت چارلز، میزوری فرار و به آلتون، ایلینوی نقل مکان کرده بود. شهر آلتون را ایستون بنیان نهاده و نام آن را پس از تولد نخستین پسرش انتخاب کرده بود.
همکار خصوصی بیتس، جاشوا بارتون بود که نخستین دبیر ایالت میزوری شد. بارتون به دلیل شرکت در دوئل‌هایی که در جزیرهٔ بلادی (بر روی رود می‌سی‌سی‌پی) برگزار می‌شدند، مشهور شد. در سال ۱۸۱۶ بیتس در یک دوئل پس از بارتون قرار داشت که این دوئل در مقابل توماس همپستید، برادر ادوارد همپستید، نخستین نمایندهٔ کنگره‌ای قلمروی میزوری بود. این دوئل کشته‌ای نداشت. بارتون در سال ۱۸۲۳ در یک دوئل در همان جزیره کشته شد.
نخستین گریز بیتس به عرصهٔ سیاست در سال ۱۸۲۰ با انتخاب شدن برای عضویت در مجمع قانون اساسی ایالتی زده شد و او مقدمه‌ای بر قانون اساسی ایالتی نوشت. او همچنین دادستان کل ایالت جدید شد.
بیتس در سال ۱۸۲۲ منتخب مجلس نمایندگان میزوری و بعد برای یک دوره بین سال‌های ۱۸۲۷ تا ۱۸۲۹ منتخب مجلس نمایندگان ایالات متحدهٔ آمریکا شد. سپس از سال ۱۸۳۱ تا ۱۸۳۵ برای عضویت در مجلس سنای ایالات متحدهٔ آمریکا و در سال ۱۸۳۵ برای ورود به مجلس میزوری انتخاب شد. او برای عضویت در مجلس سنای ایالات متحدهٔ آمریکا کاندیدا شد اما در برابر توماس هارت بنتون، نمایندهٔ حزب دموکرات (ایالات متحدهٔ آمریکا) شکست خورد.
بیتس در دههٔ ۱۸۴۰ از اعضای برجستهٔ حزب ویگ (آمریکا) به‌شمار می‌رفت که در آنجا فلسفهٔ سیاسی او بسیار نزدیک به هنری کلی بود. او برده‌داری بود که در طول این دوران به دادخواهی آزادی پولی بری، زنی که به بردگی گرفته شده بود، علاقه‌مند شد. پولی بری در سال ۱۸۴۳، پس از آنکه ماه‌ها به صورت غیرقانونی در ایالت آزاد ایلینوی نگهداری شد، آزادی خود را به دست آورد.
بری پس از به دست آوردن آزادیش، از بیتس درخواست حمایت کرد تا وکالت او را در مورد دادخواست جداگانه‌ای که برای آزادی دختر چهارده ساله‌اش، لوسی دیلینی، به دادگاه ارائه کرده بود، بر عهده گیرد. طبق قانون زایمان، از آنجاییکه مادر در زمان تولد دخترش، یک انسان آزاد محسوب می‌شد، دادگاه رأی به آزادی دختر وی نیز داد. در طی این دوران، اوریون کلمنز، برادر مارک تواین، تحت نظر بیتس در رشتهٔ حقوق تحصیل می‌کرد.
در حالی که بیتس از نظر بسیاری از پژوهش‌گران مدرن «بی‌تفاوت نسبت به نهضت آزادی آفریقایی آمریکایی‌ها» محسوب می‌شود، اما او تمامی برده‌های خود را آزاد نمود و در سال ۱۸۵۱ هزینهٔ بازگشت آخرین بردهٔ آزاد شدهٔ خود به کشور لیبریا را نیز پرداخت کرد.
در سال ۱۸۵۰، رئیس‌جمهور میلارد فیلمور از بیتس درخواست نمود که به عنوان وزیر جنگ ایالات متحدهٔ آمریکا خدمت کند اما وی نپذیرفت و به جای او چارلز ام کونراد منصوب شد. در مجمع ملی حزب ویگ در سال ۱۸۵۲، بیتس بر روی آگهی حزبی به عنوان نامزد تصدی معاون رئیس‌جمهور ایالات متحدهٔ آمریکا برای انتخابات، در نظر گرفته شد. او در نخستین رأی‌گیری پیشتاز بود ولی طی دومین رأی‌گیری اعلام شده، ویلیام ای گراهام انتخاب شد.
بیتس پس از انحلال حزب ویگ در دههٔ ۱۸۵۰ برای مدت کوتاهی به حزب آمریکایی پیوست ولی پس از آن به عضویت حزب جمهوری‌خواه (ایالات متحدهٔ آمریکا) درآمد. او یکی از چهار نامزد اصلی انتخابات ریاست جمهوری ایالات متحدهٔ آمریکا (۱۸۶۰) در حزب جمهوری‌خواه بود. بیتس در ابتدا حمایت هوراس گریلی را جلب نمود ولی در نهایت این حمایت نصیب آبراهام لینکلن شد. لینکلن سال بعد پس از پیروزی در انتخابات، بیتس را عنوان دادستان کل ایالات متحدهٔ آمریکا منصوب کرده و وی بین سال‌های ۱۸۶۱ تا ۱۸۶۴ در همین سمت باقی ماند. بیتس نخستین فردی بود که از ایالتی در غرب رود می‌سی‌سی‌پی به عضویت کابینه منصوب شده بود.

## دادستان کل
عملکرد بیتس به عنوان دادستان کل با نظرات متفاوتی روبرو شد. از یک طرف، او در پیشبرد برخی از سیاست‌های ابتدایی لینکلن در طول جنگ مانند دستگیری و بازداشت خودسرانهٔ طرفداران جنوبی و شمالی‌های آشوبگر، نقش مؤثری داشت. از طرف دیگر، هنگامی که سیاست‌های لینکلن در پی اصلاحات اساسی‌تر پیش رفت، مخالفت بیتس بیشتر شد. او در مورد اعلامیهٔ آزادی بردگان و استخدام سیاهان در ارتش متحد با لینکلن مخالف بود. لینکلن در سال ۱۸۶۴، سالمون پی چیس را به سمت قاضی ارشد ایالات متحدهٔ آمریکا منصوب کرد در حالی که بیتس خواستار این مقام بود. پس از آن، بیتس استعفا داد و جیمز اسپید، وکیل اهل کنتاکی که دیدگاه‌های جمهوری‌خواهی افراطی داشت، جایگزین وی در دادستانی کل شد.

## سال‌های بعدی
بیتس پس از استعفا از هیئت دولت به میزوری بازگشت. او در درگیری‌های محافظه‌کارانه بر سر امور مربوط به قانون اساسی میزوری در سال ۱۸۶۵ شرکت کرد. او با «سوگند آهنین» به شدت مخالفت نمود که به عنوان اثباتی بر وفاداری ساکنین، لازم بود. او همچنین مخالف سلب موقت حق رأی طرفداران شورشی بود. بیتس هفت مقاله در مخالفت با قانون اساسی نوشت اما بی‌فایده بود و قانون در نهایت تصویب شد. این قانون برای لغو برده‌داری در ایالت مورد توجه بود و سه هفته پیش از آنکه کنگرهٔ ایالات متحدهٔ آمریکا متمم سیزدهم قانون اساسی ایالات متحدهٔ آمریکا را برای منع برده‌داری در کشور پیشنهاد دهد، تصویب شد.
بیتس از سیاست بازنشسته شد گرچه همچنان نظرات خود را در مورد رخدادهای سیاسی در روزنامه‌های محلی اعلام می‌نمود. او در سال ۱۸۶۹ در سنت لوئیس چشم از جهان فروبست و در آرامگاه بلفونتین به خاک سپرده شد.

## زندگی شخصی
بیتس با جولیا کولتر از اهالی کارولینای جنوبی ازدواج کرد. آنها صاحب هفده فرزند شدند. جولیا به سنت لوئیس آمده بود تا برادرش دیوید کولتر و خواهرش کارولین جی کولتر را ملاقات کند. کارولین با همیلتون آر گمبل (وکیل و طرفدار اتحادیه) ازدواج کرد که در نهایت قاضی ارشد دادگاه عالی میزوری شد.
بیتس اغلب به خاطر داشتن خانوادهٔ بزرگ خوشحال بود. چهار پسر او در طول جنگ داخلی نقش‌های مختلفی داشتند. پسر ارشدش بارتون بیتس هنگام جنگ در دادگاه عالی میزوری خدمت نمود. پسر دیگرش جان سی بیتس در نیروی زمینی ایالات متحدهٔ آمریکا خدمت نمود و بعدها فرماندهٔ ستاد مشترک ارتش ایالات متحدهٔ آمریکا شد. فلمینگ بیتس تحت فرماندهی ارتشبد استرلینگ پرایز با ایالات مؤتلفهٔ آمریکا جنگید و این موضوع منجر به تنش میان پدر و فرزند شد. به همین دلیل ادوارد بیتس در خاطراتش از روزهای جنگ به ندرت از فلمینگ نام برده‌است. پسر کوچک او، چارلز، در دوران جنگ، در آکادمی نظامی ایالات متحده شرکت می‌کرد.